# 全国中学校バスケットボール大会
全国中学校バスケットボール大会（ぜんこくちゅうがっこうバスケットボールたいかい）は毎年8月に全国中学校体育大会（全中）開催ブロックで行われるバスケットボール大会。
第1回大会は1971年に東京都で開催され、1975年以降は全中開催ブロックで開催されている。

## 大会方式
9ブロックに分けられた地域予選を勝ち上がった23校（関東4、東海・近畿・九州各3、北海道・東北・北信越・中国・四国各2）に開催地からの1校を加えた24校が出場。
試合は1Q8分の32分。全出場校を3校1グループの計8グループに分けて予選リーグを戦い、各グループ上位2校がノックアウト方式の決勝トーナメントに進み、勝ち抜けば優勝。
第3回から第8回までは3位決定戦を行っていた。

## 歴代優勝チーム
| 回                                     | 年                                     | 会場                                   | 男子 | 男子                                   | 男子                                     | 女子                                   | 女子                                   | 女子                                   |
| 回                                     | 年                                     | 会場                                   | 優勝 | 決勝                                   | 準優勝                                   | 優勝                                   | 決勝                                   | 準優勝                                 |
| 全国中学校バスケットボール選抜優勝大会 | 全国中学校バスケットボール選抜優勝大会 | 全国中学校バスケットボール選抜優勝大会 | 全国中学校バスケットボール選抜優勝大会                                                                                | 全国中学校バスケットボール選抜優勝大会 | 全国中学校バスケットボール選抜優勝大会   | 全国中学校バスケットボール選抜優勝大会 | 全国中学校バスケットボール選抜優勝大会 | 全国中学校バスケットボール選抜優勝大会 |
| -------------------------------------- | -------------------------------------- | -------------------------------------- | --- | -------------------------------------- | ---------------------------------------- | -------------------------------------- | -------------------------------------- | -------------------------------------- |
| 1                                      | 1971                                   | 東京都                                 | 根上町立根上中学校（石川県）                                                                                          | 55 - 48                                | 神戸市立高取台中学校（兵庫県）           | 北九州市立槻田中学校（福岡県）         | 42 - 33                                | 北区立北中学校（東京都）               |
| 全国中学生バスケットボール選抜優勝大会 |                                        |                                        | |                                        |                                          |                                        |                                        |                                        |
| 2                                      | 1972                                   | 東京都                                 | 新宿区立大久保中学校（東京都）                                                                                        | 50 - 35                                | 土浦市立土浦第五中学校（茨城県）         | 砺波市立出町中学校（富山県）           | 37 - 29                                | 静岡市立安東中学校（静岡県）           |
| 全国中学生バスケットボール優勝大会     |                                        |                                        | |                                        |                                          |                                        |                                        |                                        |
| 3                                      | 1973                                   | 東京都                                 | 大宮市立日進中学校（埼玉県）                                                                                          | 52 - 35                                | 宗像町立中央中学校（福岡県）             | 長崎市立桜馬場中学校（長崎県）         | 48 - 34                                | 志木市立志木中学校（埼玉県）           |
| 4                                      | 1974                                   | 東京都                                 | 明石市立衣川中学校（兵庫県）                                                                                          | 45 - 29                                | 沖縄市立山内中学校（沖縄県）             | 上尾市立上尾中学校（埼玉県）           | 28 - 26                                | 志木市立志木中学校（埼玉県）           |
| 5                                      | 1975                                   | 東京都                                 | 豊里町立豊里中学校（茨城県）                                                                                          | 50 - 42                                | 立教中学校（東京都）                     | 沼津市立片浜中学校（静岡県）           | 59 - 51                                | 山形市立第三中学校（山形県）           |
| 6                                      | 1976                                   | 静岡県                                 | 静岡市立東中学校（静岡県）                                                                                            | 43 - 39                                | 川越市立富士見中学校（埼玉県）           | 横浜市立希望が丘中学校（神奈川県）     | 46 - 41                                | 大曲市立大曲南中学校（秋田県）         |
| 7                                      | 1977                                   | 栃木県                                 | 新座市立第二中学校（埼玉県）                                                                                          | 49 - 47                                | 根上町立根上中学校（石川県）             | 秋田市立秋田東中学校（秋田県）         | 72 - 34                                | 武蔵野市立第二中学校（東京都）         |
| 8                                      | 1978                                   | 滋賀県                                 | 立川市立立川第五中学校（東京都）                                                                                      | 52 - 42                                | 洛星中学校（京都府）                     | 船橋市立習志野台中学校（千葉県）       | 46 - 40                                | 中町立中町中学校（兵庫県）             |
| 全国中学校バスケットボール選抜大会     |                                        |                                        | |                                        |                                          |                                        |                                        |                                        |
| 9                                      | 1979                                   | 島根県                                 | 下関市立彦島中学校（山口県）                                                                                          | 56 - 42                                | 松江市立第三中学校（島根県）             | 新座市立第三中学校（埼玉県）           | 35 - 34                                | 名古屋市立守山中学校（愛知県）         |
| 10                                     | 1980                                   | 群馬県                                 | 沖縄市立コザ中学校（沖縄県）                                                                                          | 58 - 43                                | 文京区立第五中学校（東京都）             | 名古屋市立守山中学校（愛知県）         | 35 - 30                                | 東久留米市立南中学校（東京都）         |
| 全国中学校選抜バスケットボール競技大会 |                                        |                                        | |                                        |                                          |                                        |                                        |                                        |
| 11                                     | 1981                                   | 奈良県                                 | 江戸川区立小岩第一中学校（東京都）                                                                                    | 58 - 56                                | 大津市立瀬田中学校（滋賀県）             | 名古屋市立守山中学校（愛知県）         | 51 - 30                                | 三瓶町立三瓶中学校（愛媛県）           |
| 全国中学校バスケットボール選抜大会     |                                        |                                        | |                                        |                                          |                                        |                                        |                                        |
| 12                                     | 1982                                   | 鳥取県                                 | 桐生市立境野中学校（群馬県）                                                                                          | 56 - 48                                | 五城目町立五城目第一中学校（秋田県）     | 名古屋市立守山中学校（愛知県）         | 44 - 32                                | 諸富町立諸富中学校（佐賀県）           |
| 13                                     | 1983                                   | 山梨県                                 | 横浜市立汲沢中学校（神奈川県）                                                                                        | 56 - 32                                | 所沢市立向陽中学校（埼玉県）             | 名古屋市立守山中学校（愛知県）         | 55 - 47                                | 井川町立井川中学校（秋田県）           |
| 全国中学校バスケットボール大会         |                                        |                                        | |                                        |                                          |                                        |                                        |                                        |
| 14                                     | 1984                                   | 京都府                                 | 新潟市立東石山中学校（新潟県）                                                                                        | 56 - 28                                | 佐波郡東村立東中学校（群馬県）           | 名古屋市立守山中学校（愛知県）         | 46 - 32                                | 美郷町立仙南中学校（秋田県）           |
| 15                                     | 1985                                   | 北海道                                 | 東大阪市立長瀬中学校（大阪府）                                                                                        | 56 - 47                                | 仙台市立桜丘中学校（宮城県）             | 名古屋市立守山中学校（愛知県）         | 52 - 33                                | 根上町立根上中学校（石川県）           |
| 16                                     | 1986                                   | 栃木県                                 | 東大阪市立長瀬中学校（大阪府）                                                                                        | 49 - 34                                | 下関市立東部中学校（山口県）             | 名古屋市立守山中学校（愛知県）         | 52 - 37                                | 横浜市立笹下中学校（神奈川県）         |
| 17                                     | 1987                                   | 愛知県                                 | 沖縄市立美東中学校（沖縄県）                                                                                          | 53 - 38                                | 小松市立芦城中学校（石川県）             | 名古屋市立守山中学校（愛知県）         | 64 - 35                                | 和光市立第二中学校（埼玉県）           |
| 18                                     | 1988                                   | 秋田県                                 | 草加市立新栄中学校（埼玉県）                                                                                          | 41 - 32                                | 東大阪市立長瀬中学校（大阪府）           | 和光市立第二中学校（埼玉県）           | 46 - 35                                | 植木町立鹿南中学校（熊本県）           |
| 19                                     | 1989                                   | 山口県                                 | つくば市立筑波西中学校（茨城県）                                                                                      | 49 - 43                                | 岡崎市立城北中学校（愛知県）             | 中野区立第三中学校（東京都）           | 41 - 29                                | 八郎潟町立八郎潟中学校（秋田県）       |
| 20                                     | 1990                                   | 徳島県                                 | 新居町立新居中学校（静岡県）                                                                                          | 54 - 42                                | 仙台市立桜丘中学校（宮城県）             | 八郎潟町立八郎潟中学校（秋田県）       | 39 - 36                                | 吹田市立豊津中学校（大阪府）           |
| 21                                     | 1991                                   | 沖縄県                                 | 与勝事務組合立与勝中学校（沖縄県）                                                                                    | 65 - 47                                | 新居町立新居中学校（静岡県）             | 船橋市立古和釜中学校（千葉県）         | 50 - 48                                | 春日井市立石尾台中学校（愛知県）       |
| 22                                     | 1992                                   | 富山県 新潟県                          | 野々市町立布水中学校（石川県）                                                                                        | 59 - 46                                | 福島市立信夫中学校（福島県）             | 北九州市立折尾中学校（福岡県）         | 36 - 34                                | 八郎潟町立八郎潟中学校（秋田県）       |
| 23                                     | 1993                                   | 大阪府                                 | 福岡市立長丘中学校（福岡県）                                                                                          | 50 - 47                                | 岡崎市立城北中学校（愛知県）             | 名古屋市立千種台中学校（愛知県）       | 70 - 39                                | 松山市立雄新中学校（愛媛県）           |
| 24                                     | 1994                                   | 北海道                                 | 豊見城村立長嶺中学校（沖縄県）                                                                                        | 58 - 56                                | 宇都宮市立雀宮中学校（栃木県）           | 北九州市立折尾中学校（福岡県）         | 43 - 30                                | 沖縄市立安慶田中学校（沖縄県）         |
| 25                                     | 1995                                   | 千葉県                                 | 京都市立洛西中学校（京都府）                                                                                          | 47 - 37                                | 多摩市立聖ヶ丘中学校（東京都）           | 名古屋市立千種台中学校（愛知県）       | 66 - 48                                | 太田市立北中学校（群馬県）             |
| 26                                     | 1996                                   | 三重県                                 | 新潟市立鳥屋野中学校（新潟県）                                                                                        | 57 - 54                                | 豊栄市立木崎中学校（新潟県）             | 町田市立堺中学校（東京都）             | 51 - 35                                | 札幌市立手稲東中学校（北海道）         |
| 27                                     | 1997                                   | 愛媛県                                 | 名古屋市立萩山中学校（愛知県）                                                                                        | 43 - 40                                | 下関市立東部中学校（山口県）             | 名古屋市立猪子石中学校（愛知県）       | 47 - 46                                | 山形市立第一中学校（山形県）           |
| 28                                     | 1998                                   | 秋田県                                 | 沖縄市立コザ中学校（沖縄県）                                                                                          | 49 - 36                                | 吹田市立山田中学校（大阪府）             | 名古屋市立猪子石中学校（愛知県）       | 61 - 51                                | 常葉学園中学校（静岡県）               |
| 29                                     | 1999                                   | 福井県                                 | 京北中学校（東京都）                                                                                                  | 59 - 54                                | 松山市立余土中学校（愛媛県）             | 北九州市立折尾中学校（福岡県）         | 47 - 42                                | 昭和学院中学校（千葉県）               |
| 30                                     | 2000                                   | 福岡県                                 | 湯沢市立湯沢北中学校（秋田県）                                                                                        | 46 - 44                                | 名古屋市立猪高中学校（愛知県）           | 東京成徳大学中学校（東京都）           | 52 - 39                                | 深江町立深江中学校（長崎県）           |
| 31                                     | 2001                                   | 島根県                                 | 松江市立湖東中学校（島根県）                                                                                          | 75 - 53                                | 鈴鹿市立創徳中学校（三重県）             | 東京成徳大学中学校（東京都）           | 67 - 46                                | 大治町立大治中学校（愛知県）           |
| 32                                     | 2002                                   | 兵庫県                                 | 習志野市立第一中学校（千葉県）                                                                                        | 59 - 39                                | 長崎市立滑石中学校（長崎県）             | 児玉町立児玉中学校（埼玉県）           | 61 - 40                                | 熊本市立桜木中学校（熊本県）           |
| 33                                     | 2003                                   | 北海道                                 | 守口市立藤田中学校（大阪府）                                                                                          | 54 - 47                                | 岩木町立津軽中学校（青森県）             | 北九州市立折尾中学校（福岡県）         | 58 - 53 （OT）                         | 名古屋市立猪子石中学校（愛知県）       |
| 34                                     | 2004                                   | 東京都                                 | 北中城村立北中城中学校（沖縄県）                                                                                      | 87 - 42                                | 春日部市立春日部中学校（埼玉県）         | 東京成徳大学中学校（東京都）           | 56 - 52                                | 児玉町立児玉中学校（埼玉県）           |
| 35                                     | 2005                                   | 岐阜県                                 | 新座市立第四中学校（埼玉県）                                                                                          | 100 - 77                               | 新潟市立山潟中学校（新潟県）             | 東京成徳大学中学校（東京都）           | 75 - 53                                | 樟蔭東中学校（大阪府）                 |
| 36                                     | 2006                                   | 高知県                                 | 北九州市立木屋瀬中学校（福岡県）                                                                                      | 63 - 50                                | 東海大学付属第四高等学校中等部（北海道） | 東京成徳大学中学校（東京都）           | 73 - 40                                | 北九州市立折尾中学校（福岡県）         |
| 37                                     | 2007                                   | 山形県                                 | 山形市立第六中学校（山形県）                                                                                          | 99 - 70                                | 京北中学校（東京都）                     | 八王子市立第一中学校（東京都）         | 66 - 38                                | 埼玉栄中学校（埼玉県）                 |
| 38                                     | 2008                                   | 新潟県                                 | 新発田市立本丸中学校（新潟県）                                                                                        | 74 - 68                                | 京北中学校（東京都）                     | 昭和学院中学校（千葉県）               | 53 - 39                                | 東京成徳大学中学校（東京都）           |
| 39                                     | 2009                                   | 鹿児島県                               | 京北中学校（東京都）                                                                                                  | 102 - 47                               | 鹿児島市立清水中学校（鹿児島）           | 北谷町立北谷中学校（沖縄県）           | 73 - 47                                | 福津市立津屋崎中学校（福岡県）         |
| 40                                     | 2010                                   | 広島県                                 | 新発田市立本丸中学校（新潟県）                                                                                        | 69 - 63                                | 筑紫野市立筑紫野中学校（福岡県）         | 名古屋市立若水中学校（愛知県）         | 84 - 76                                | 北九州市立高見中学校（福岡県）         |
| 41                                     | 2011                                   | 滋賀県                                 | 上尾市立大石中学校（埼玉県）                                                                                          | 64 - 59                                | 福岡市立西福岡中学校（福岡県）           | 名古屋市立若水中学校（愛知県）         | 92 - 58                                | 八王子市立第一中学校（東京都）         |
| 42                                     | 2012                                   | 埼玉県                                 | 福岡市立西福岡中学校（福岡県）                                                                                        | 72 - 55                                | 富山市立奥田中学校（富山県）             | 都城市立五十市中学校（宮崎県）         | 47 - 44                                | 名古屋市立若水中学校（愛知県）         |
| 43                                     | 2013                                   | 静岡県                                 | 浜松学院中学校（静岡県）                                                                                              | 72 - 58                                | 福岡市立西福岡中学校（福岡県）           | 津島市立藤浪中学校（愛知県）           | 84 - 56                                | 四日市市立朝明中学校（三重県）         |
| 44                                     | 2014                                   | 香川県                                 | 野々市市立布水中学校（石川県）                                                                                        | 74 - 50                                | 実践学園中学校（東京都）                 | 北九州市立折尾中学校（福岡県）         | 71 - 57                                | 津島市立藤浪中学校（愛知県）           |
| 45                                     | 2015                                   | 岩手県                                 | 実践学園中学校（東京都）                                                                                              | 50 - 48                                | 倉敷市立玉島北中学校（岡山県）           | 所沢市立山口中学校（埼玉県）           | 61 - 39                                | 野々市市立布水中学校（石川県）         |
| 46                                     | 2016                                   | 福井県                                 | 実践学園中学校（東京都）                                                                                              | 64 - 33                                | 春日井市立岩成台中学校（愛知県）         | 春日部市立豊野中学校（埼玉県）         | 75 - 55                                | 京都精華学園中学校（京都府）           |
| 47                                     | 2017                                   | 沖縄県                                 | 福岡市立西福岡中学校（福岡県）                                                                                        | 64 - 36                                | 新潟市立鳥屋野中学校（新潟県）           | 春日部市立豊野中学校（埼玉県）         | 64 - 39                                | 北九州市立二島中学校（福岡県）         |
| 48                                     | 2018                                   | 山口県                                 | 実践学園中学校（東京都）                                                                                              | 54 - 53                                | 福岡市立西福岡中学校（福岡県）           | 八王子市立第一中学校（東京都）         | 79 - 56                                | 高石市立取石中学校（大阪府）           |
| 49                                     | 2019                                   | 和歌山県                               | 京都精華学園中学校（京都府）                                                                                          | 75 - 70                                | 広島市立古田中学校（広島県）             | 八王子市立第一中学校（東京都）         | 75 - 64                                | 高石市立高南中学校（大阪府）           |
| 50                                     | 2020                                   | 三重県                                 | 大会中止 | 大会中止                               | 大会中止                                 | 大会中止                               | 大会中止                               | 大会中止                               |
| 51                                     | 2021                                   | 群馬県                                 | 新潟市立白新中学校（新潟県） 八千代松陰中学校（千葉県） 福岡市立西福岡中学校（福岡県） 神戸市立本山南中学校（兵庫県） | 4校優勝                                |                                          | 四日市メリノール学院中学校（三重県）   | 68 - 61                                | 北九州市立折尾中学校（福岡県）         |
| 52                                     | 2022                                   | 北海道                                 | 四日市メリノール学院中学校（三重県）                                                                                  | 73 - 64                                | 野々市市立布水中学校（石川県）           | 四日市メリノール学院中学校（三重県）   | 68 - 66                                | 樟蔭中学校（大阪府）                   |
| 53                                     | 2023                                   | 香川県                                 | 四日市メリノール学院中学校（三重県）                                                                                  | 98 - 48                                | 倉敷市立南中学校（岡山県）               | 京都精華学園中学校（京都府）           | 83 - 57                                | 三股町立三股中学校（宮崎県）           |
| 54                                     | 2024                                   | 新潟県                                 | 四日市メリノール学院中学校（三重県）                                                                                  | 80 - 61                                | 京都精華学園中学校（京都府）             | 京都精華学園中学校（京都府）           | 87 - 55                                | 樟蔭中学校（大阪府）                   |
| 55                                     | 2025                                   | 鹿児島県                               | |                                        |                                          |                                        |                                        |                                        |
| 56                                     | 2026                                   | 島根県                                 | |                                        |                                          |                                        |                                        |                                        |